# Route départementale 444 (Essonne)
Pour les articles homonymes, voir Route départementale 444.
La route départementale 444 est une route départementale située dans le département français de l'Essonne dont l'importance est restreinte à la circulation routière locale. Elle constitue le trajet essonnien de l'ancienne route nationale 444 entre Bièvres et Palaiseau.

## Histoire
Lors de l'aménagement de la route nationale 118 dans la vallée de la Bièvre en 1972, une nouvelle voie fut percée pour la relier à la route nationale 188 dans la vallée de l'Yvette, elle obtint la numérotation 444 à la suite du déclassement de l'ancienne RN 444 entre Troyes et Château-Chinon. Elle fut aussi reliée à la nouvelle autoroute A10. En 2006, elle fut déclassée et devint la RD 444 en conservant le même tracé.

## Itinéraire
La route départementale 444 est en fait le doublement de la route départementale 117 pour éviter son parcours urbain. Elle relie aujourd'hui la route nationale 118 à Bièvres et l'autoroute A126 à Palaiseau.
- Bièvres : elle démarre son parcours à l'extrémité sud-est du territoire, au niveau de l'échangeur autoroutier avec la route nationale 118 en prenant le tracé de la route départementale 117 et son appellation de route de Jouy.
- Igny : elle se sépare de la RD 117 et devient la voie du Général-de-Gaulle.
- Palaiseau : elle finie son parcours au nord du territoire pour être rejointe à l'autoroute A126 en direction de l'autoroute A6 et de l'autoroute A10.

### Voie Express
- Début de la route départementale 444 en reprenant le tracé de la route départementale 117, 2 x 1 voie et limitation à 70 km/h
- RN 118 : Versailles, Rouen (A13), Paris - Porte de Saint-Cloud
  -  sur 700 m (sens Bièvres-Palaiseau)
  -  Aire de service d'Igny-Ouest (sens Bièvres-Palaiseau)
  -  sur 300 m (sens Bièvres-Palaiseau)
  -  sur 300 m (sens Palaiseau-Bièvres)
- Igny - centre : Igny (quart-échangeur ; de Bièvres)
  -  sur 350 m (sens Bièvres-Palaiseau)
- Igny - Gommonvilliers : Igny, Verrières-le-Buisson, Vauhallan, (trois-quarts-échangeur ; de et vers Bièvres et vers Palaiseau)
- Igny - Gommonvilliers : Igny - centre, Verrières-le-Buisson, Vauhallan, (demi-échangeur ; de et vers Palaiseau)
  -  sur 2 km
- Igny - Z. I (RD 117 - RD 120) : Igny, Massy, Palaiseau - Le Pileu +  Aire de service de Massy (sens Palaiseau-Bièvres)
  -  sur 350 m (sens Palaiseau-Bièvres)
- Palaiseau (RD 117) : Palaiseau - centre
- Fin de la route départementale et continue sur l'autoroute A126 en direction de : Lyon (A6), Paris - Porte d'Orléans (A10)